# NMB48學園
《NMB48學園》（日语：NMB48学園）是2011年4月開始在ABC廣播制作播出的地方廣播節目。是NMB48的冠名節目。

## NMB48学園〜教我吧千鳥先生〜
以学校為主題及上課方式為形式，由飾演教師的ノブ，及飾演學生的NMB48二人和大悟進行不同課題。

### 演出者
- 山本彩（NMB48）
- 山田菜菜（NMB48）
- 千鳥（ノブ、大悟）

※2011年6月18日，ノブ因身體不適而缺席。只有三人表演。
- 渡辺美優紀（NMB48）（2011年5月14日、7月9日，山田的代打）
- 福本愛菜（NMB48）（2011年6月4日，山本的代打）
- 城惠理子（NMB48）（2011年10月15日，節目首個嘉賓。）
- 木下春奈（NMB48）（2011年11月5日，山本的代打）
- 門脇佳奈子（NMB48）（2011年12月24日，山本的代打；2012年2月4日，嘉賓。）

## NMB48学園〜這裡是怪物引擎組〜
2012年4月7日開始播放。是前一個節目的内容變更。

### 演出者
- 山田菜々(NMB48)
- 上西恵(NMB48) 2013年10月5日起
- モンスターエンジン（西森洋一、大林健二）

※2012年7月14日，西森缺席。只有三人表演。
※2013年5月4日、大林缺席。山本彩以教師回來，銀シャリ的橋本直亦以學員的身份登場。

### 過去演出者
- 山本彩(NMB48) 2013年9月28日為止

### 嘉賓
- 上枝惠美加（NMB48）（2012年5月12日，嘉賓）
- 河野早紀（NMB48）（2012年5月12日，嘉賓）
- 木下春奈（NMB48）（2012年6月30日，山本的代打）
- 小谷里步（NMB48）（2012年7月7日，山本山田的代打）
- 門脇佳奈子（NMB48）（2012年7月7日，山本山田的代打・2013年6月15日・22日、山本的代打）
- 岸野里香(NMB48)（2013年6月29日、2013年7月6日、山本的代打）

## 外部連結
- NMB48学園（页面存档备份，存于） 朝日放送
- ABC発「NMB48学園 ～教えて千鳥先生～」に潜入 朝日新聞関西版